# Coupe de Pologne de football 2024-2025
Navigation
Coupe de Pologne 2023-2024 Coupe de Pologne 2025-2026
La Coupe de Pologne de football 2024-2025 (Puchar Polski w piłce nożnej 2024-2025 en polonais, ou Fortuna Puchar Polski 2024-2025 pour des raisons de parrainage) est la 71e édition de la Coupe de Pologne, qui oppose chaque année les clubs des trois premières divisions de Pologne ainsi que les seize vainqueurs des coupes régionales.
Le vainqueur de l'épreuve se qualifie pour le premier tour de qualification de la Ligue Europa 2025-2026.
Le Legia Varsovie remporte la compétition en battant en finale le Pogoń Szczecin et remporte sa 21e Coupe de Pologne.

## Compétition

### Quarts de finale
Les quarts de finale se déroulent du 25 au 27 février 2025.
| Club recevant         | Score | Club visiteur              |
| --------------------- | ----- | -------------------------- |
| Pogoń Szczecin (D1)   | 2 - 0 | Piast Gliwice (D1)         |
| Ruch Chorzów (D2)     | 2 - 0 | Korona Kielce (D1)         |
| Legia Varsovie (D1)   | 3 - 1 | Jagiellonia Białystok (D1) |
| Polonia Varsovie (D2) | 1 - 2 | Puszcza Niepołomice (D1)   |

### Demi-finales
Les demi-finales se déroulent le 1 et 2 avril 2025.
| Club recevant            | Score | Club visiteur       |
| ------------------------ | ----- | ------------------- |
| Puszcza Niepołomice (D1) | 0 - 3 | Pogoń Szczecin (D1) |
| Ruch Chorzów (D2)        | 0 - 5 | Legia Varsovie (D1) |

### Finale
| Finał Pucharu Polski         | Pogoń Szczecin | 3 – 4   | Legia Varsovie | Stade national de Varsovie, Varsovie              |                                                   |
| 2 mai 2025 16 h 00 UTC+02:00 |                | (1 – 1) |                | Spectateurs : 51 233 Arbitrage : Szymon Marciniak | Spectateurs : 51 233 Arbitrage : Szymon Marciniak |
| 2 mai 2025 16 h 00 UTC+02:00 | rapport        |         |                | Spectateurs : 51 233 Arbitrage : Szymon Marciniak | Spectateurs : 51 233 Arbitrage : Szymon Marciniak |